# Microdynerus appenninicus
Microdynerus appenninicus är en stekelart som beskrevs av Giordani Soika 1958. Microdynerus appenninicus ingår i släktet Microdynerus och familjen Eumenidae. Inga underarter finns listade i Catalogue of Life.